# Büchenwerra
Büchenwerra ist ein Ortsteil der Gemeinde Guxhagen im nordhessischen Schwalm-Eder-Kreis.

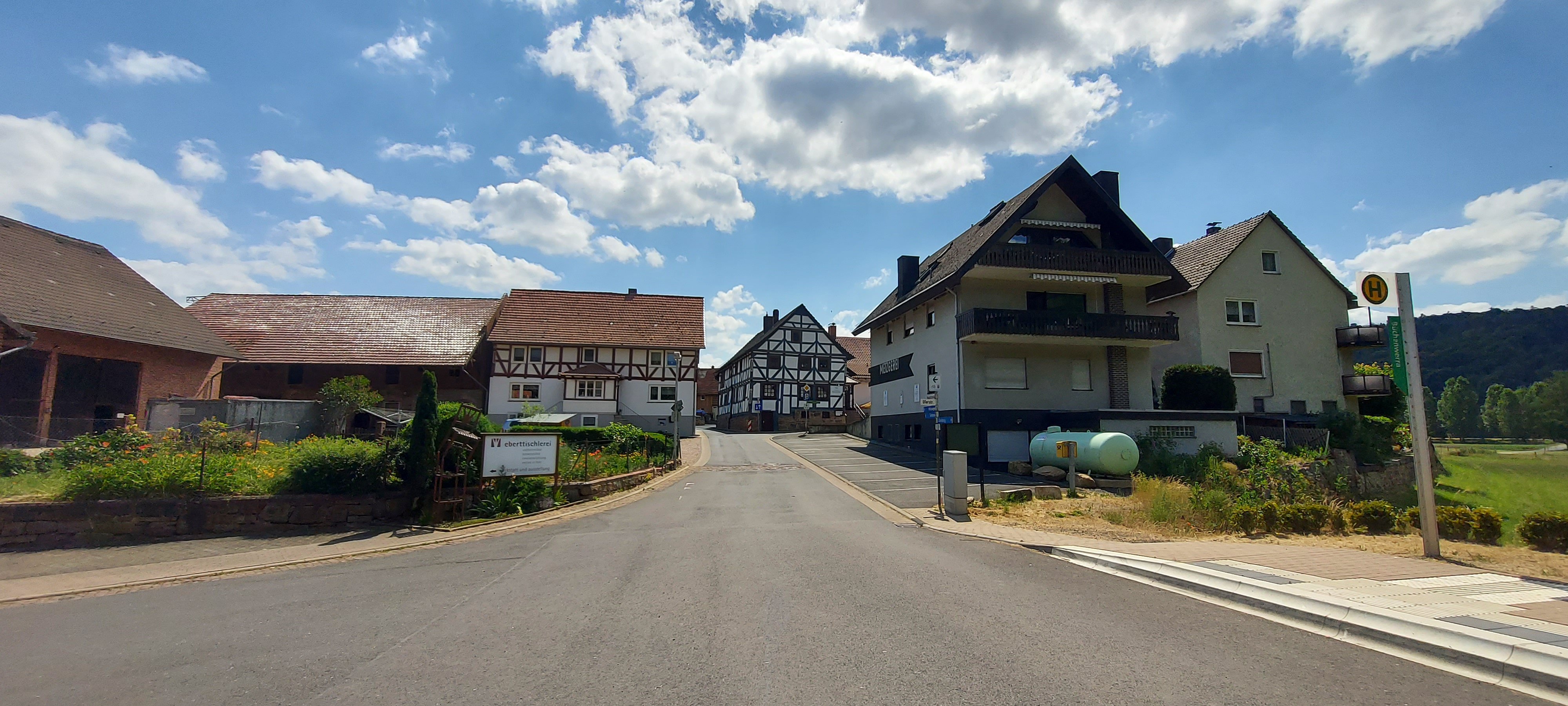
Büchenwerra vom Speckenplatz gesehen

## Geographische Lage
Büchenwerra liegt im unteren Tal der das Dorf südlich im Rahmen einer Flussschleife umfließenden Fulda, an die sich flussaufwärts beim nahen Grebenau eine weitere Fuldaschleife anschließt; beide Male ändert der Fluss seine Fließrichtung um jeweils etwa 180 Grad. Es befindet sich etwa 2,5 km (Luftlinie) südlich des Guxhagener Kernorts (diesseits der Fulda), zu dem die Umlauferhebung der Flussschleife überleitet. Weitere Nachbarorte sind Grebenau im Nordnordosten, Wagenfurth im Osten, Melgershausen im Süden, Altenbrunslar im Südwesten und Ellenberg im Westnordwesten (alle jenseits der Fulda). In Richtung Südosten steigt die Landschaft jenseits der Fuldaschleife vorbei am Schleifsteinskopf (305,4 m) zum Quillerkopf (ca. 345 m) an.

## Geschichte

### Ortsgeschichte
Die älteste bekannte Erwähnung von Büchenwerra erfolgte im Jahr 1154 unter dem Namen „Buchenwirde“ in einer Urkunde des Klosters Breitenau.
Die Fulda ist seit jeher von besonderer Bedeutung für den Ort. Bereits im frühen Mittelalter hatten die Dorfbewohner Fischereirechte und mit Beginn der Schifffahrt auf dem Fluss waren sie an den Treideldiensten beteiligt. Die Binsenflechter am Ort nutzten einst das Material vom Fuldaufer. Der Fluss richtete durch Hochwasser und Eisgang aber auch vielfältige Schäden an, wobei der größte Eisgang im Jahre 1871 verzeichnet wurde.
In den Jahren von 1913 bis 1931 wurde in Büchenwerra eine eigene Dorfschule unterhalten. Seit den 1950er Jahren gibt es südwestlich von Büchenwerra, direkt an der Fulda, einen Campingplatz.
Am 1. Februar 1971 wurde die bis dahin selbständige Gemeinde Büchenwerra im Zuge der Gebietsreform in Hessen auf freiwilliger Basis als Ortsteil der Gemeinde Guxhagen eingegliedert. Für Büchenwerra wurde ein Ortsbezirk mit Ortsbeirat und Ortsvorsteher nach der Hessischen Gemeindeordnung gebildet.

### Verwaltungsgeschichte im Überblick
Die folgende Liste zeigt die Staaten und Verwaltungseinheiten, denen Büchenwerra angehörte:
- vor 1567: Heiliges Römisches Reich, Landgrafschaft Hessen, Amt Melsungen
- ab 1567: Heiliges Römisches Reich, Landgrafschaft Hessen-Kassel, Amt Melsungen
- 1787: Heiliges Römisches Reich, Landgrafschaft Hessen-Kassel, Amt Melsungen
- ab 1806: Landgrafschaft Hessen-Kassel, Amt Melsungen
- 1807–1813: Königreich Westphalen, Departement der Fulda, Distrikt Kassel, Kanton Körle
- ab 1815: Kurfürstentum Hessen, Amt Melsungen[7]
- ab 1821: Kurfürstentum Hessen, Provinz Niederhessen, Kreis Melsungen[8]
- ab 1848: Kurfürstentum Hessen, Bezirk Hersfeld
- ab 1851: Kurfürstentum Hessen, Provinz Niederhessen, Kreis Melsungen
- ab 1867: Königreich Preußen, Provinz Hessen-Nassau, Regierungsbezirk Kassel, Kreis Melsungen
- ab 1871: Deutsches Reich, Königreich Preußen, Provinz Hessen-Nassau, Regierungsbezirk Kassel, Kreis Melsungen
- ab 1918: Deutsches Reich, Freistaat Preußen, Provinz Hessen-Nassau, Regierungsbezirk Kassel, Kreis Melsungen
- ab 1944: Deutsches Reich, Freistaat Preußen, Provinz Kurhessen, Landkreis Melsungen
- ab 1945: Amerikanische Besatzungszone, Groß-Hessen, Regierungsbezirk Kassel, Landkreis Melsungen
- ab 1946: Amerikanische Besatzungszone, Hessen, Regierungsbezirk Kassel, Landkreis Melsungen
- ab 1949: Bundesrepublik Deutschland, Hessen, Regierungsbezirk Kassel, Landkreis Melsungen
- ab 1972: Bundesrepublik Deutschland, Hessen, Regierungsbezirk Kassel, Schwalm-Eder-Kreis

## Bevölkerung

### Einwohnerstruktur 2011
Nach den Erhebungen des Zensus 2011 lebten am Stichtag dem 9. Mai 2011 in Büchenwerra 180 Einwohner. Darunter waren 6 (3,3 %) Ausländer.
Nach dem Lebensalter waren 21 Einwohner unter 18 Jahren, 69 zwischen 18 und 49, 63 zwischen 50 und 64 und 24 Einwohner waren älter. Die Einwohner lebten in 108 Haushalten. Davon waren 33 Singlehaushalte, 45 Paare ohne Kinder und 27 Paare mit Kindern, sowie 6 Alleinerziehende und keine Wohngemeinschaften. In 24 Haushalten lebten ausschließlich Senioren und in 75 Haushaltungen lebten keine Senioren.

### Einwohnerentwicklung
- 1585: 6 Haushaltungen[1]
- 1747: 11 Haushaltungen[1]

| Büchenwerra: Einwohnerzahlen von 1834 bis 2018 | Büchenwerra: Einwohnerzahlen von 1834 bis 2018 | Büchenwerra: Einwohnerzahlen von 1834 bis 2018 | Büchenwerra: Einwohnerzahlen von 1834 bis 2018 | Büchenwerra: Einwohnerzahlen von 1834 bis 2018 |
| --- | ---------------------------------------------- | ---------------------------------------------- | ---------------------------------------------- | ---------------------------------------------- |
| Jahr |                                                |                                                |                                                | Einwohner                                      |
| 1834 | 1834                                           |                                                | 107                                            | 107                                            |
| 1840 | 1840                                           |                                                | 114                                            | 114                                            |
| 1846 | 1846                                           |                                                | 131                                            | 131                                            |
| 1852 | 1852                                           |                                                | 129                                            | 129                                            |
| 1858 | 1858                                           |                                                | 133                                            | 133                                            |
| 1864 | 1864                                           |                                                | 126                                            | 126                                            |
| 1871 | 1871                                           |                                                | 130                                            | 130                                            |
| 1875 | 1875                                           |                                                | 131                                            | 131                                            |
| 1885 | 1885                                           |                                                | 125                                            | 125                                            |
| 1895 | 1895                                           |                                                | 125                                            | 125                                            |
| 1905 | 1905                                           |                                                | 111                                            | 111                                            |
| 1910 | 1910                                           |                                                | 143                                            | 143                                            |
| 1925 | 1925                                           |                                                | 110                                            | 110                                            |
| 1939 | 1939                                           |                                                | 89                                             | 89                                             |
| 1946 | 1946                                           |                                                | 186                                            | 186                                            |
| 1950 | 1950                                           |                                                | 194                                            | 194                                            |
| 1956 | 1956                                           |                                                | 114                                            | 114                                            |
| 1961 | 1961                                           |                                                | 105                                            | 105                                            |
| 1967 | 1967                                           |                                                | 119                                            | 119                                            |
| 1980 | 1980                                           |                                                | ?                                              | ?                                              |
| 1990 | 1990                                           |                                                | ?                                              | ?                                              |
| 1996 | 1996                                           |                                                | 160                                            | 160                                            |
| 2002 | 2002                                           |                                                | 170                                            | 170                                            |
| 2006 | 2006                                           |                                                | 183                                            | 183                                            |
| 2010 | 2010                                           |                                                | 180                                            | 180                                            |
| 2011 | 2011                                           |                                                | 180                                            | 180                                            |
| 2018 | 2018                                           |                                                | 205                                            | 205                                            |
| Datenquelle: Historisches Gemeindeverzeichnis für Hessen: Die Bevölkerung der Gemeinden 1834 bis 1967. Wiesbaden: Hessisches Statistisches Landesamt, 1968. Weitere Quellen: ; Stadt Spangenberg:; Zensus 2011 |                                                |                                                |                                                |                                                |

### Historische Religionszugehörigkeit
| • 1885: | 123 evangelische (= 98,40 %), zwei katholische (= 1,60 %) Einwohner |
| • 1961: | 100 evangelische (= 88,20 %), kein katholischer Einwohner           |

## Kultur und Sehenswürdigkeiten

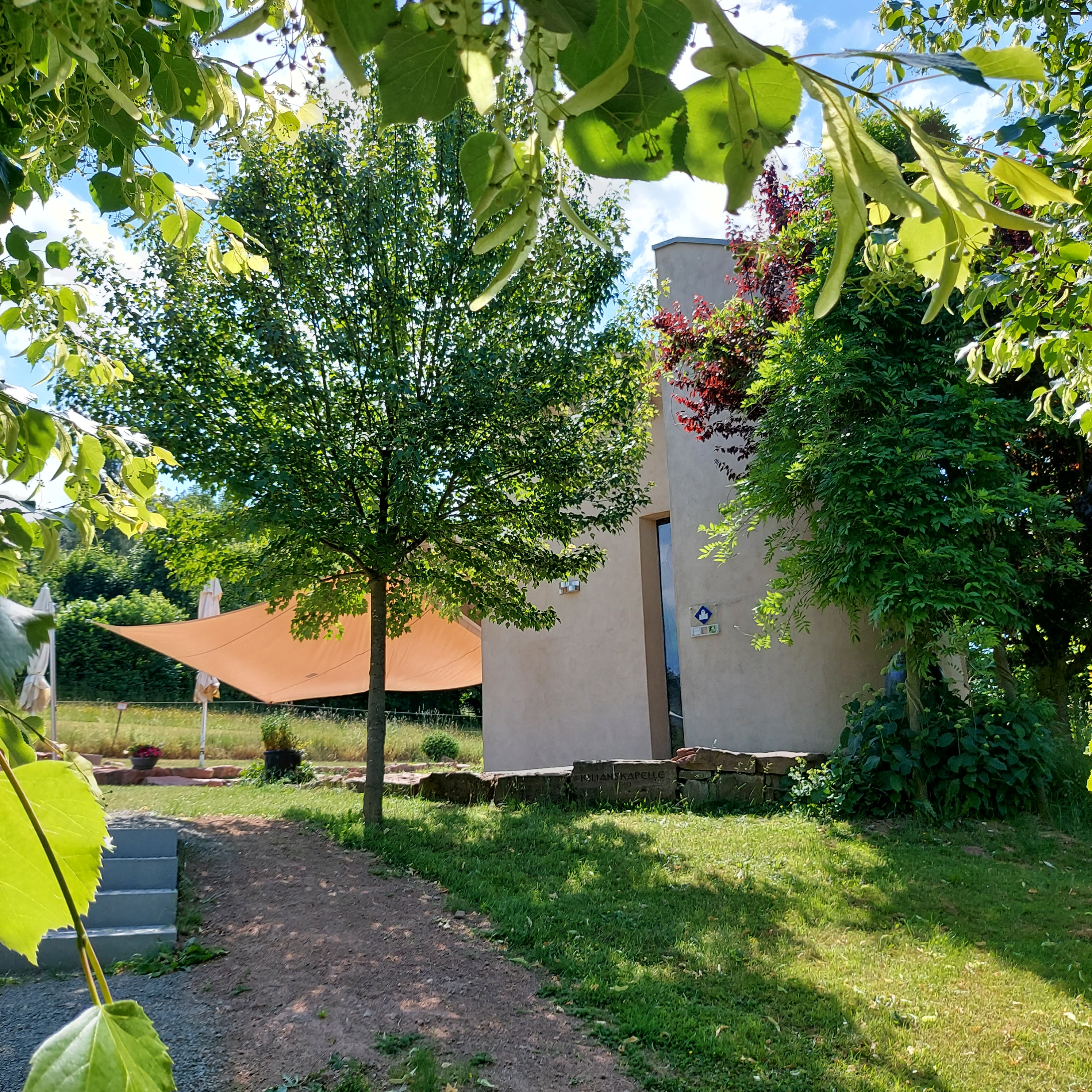
Kilianskapelle mit Park, 2023

### Kilianskapelle

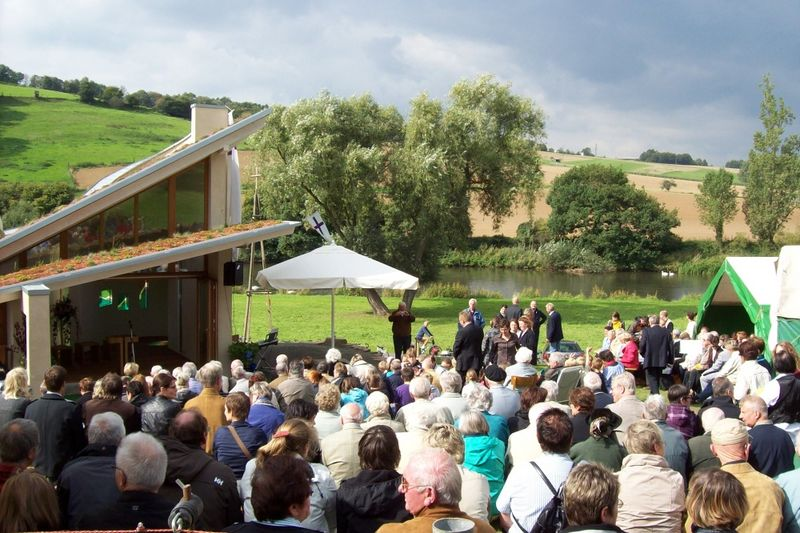
Einweihung der Kilianskapelle (2010)

Am Ort soll der heilige Kilian als Wanderbischof der Überlieferung nach bereits um 680 eine Kapelle errichtet haben, die Kilianskapelle, die bei der Gründung von Büchenwerra im 11. Jahrhundert zum Dorf gehörte. Sie verfiel im Lauf der Jahrhunderte und wurde nicht wieder aufgebaut. Mitte des 19. Jahrhunderts wurden die letzten Steine der Kapelle wohl als Uferbefestigung verwendet, wurden jedoch vom Hochwasser weggeschwemmt. Der Verein „Kilianskapelle Büchenwerra“ hat sich dafür eingesetzt, dass wieder eine kleine Kapelle nahe der Fulda am Fulda-Radweg erbaut wurde. Am 19. September 2010 wurde die Kilianskapelle in Büchenwerra eingeweiht.

### Vereine
In Büchenwerra gibt es diese Vereine:
- Kilianskapelle Büchenwerra e.V.
- Freiwillige Feuerwehr Büchenwerra e.V.
- Sportgemeinschaft Dynamo Büchenwerra

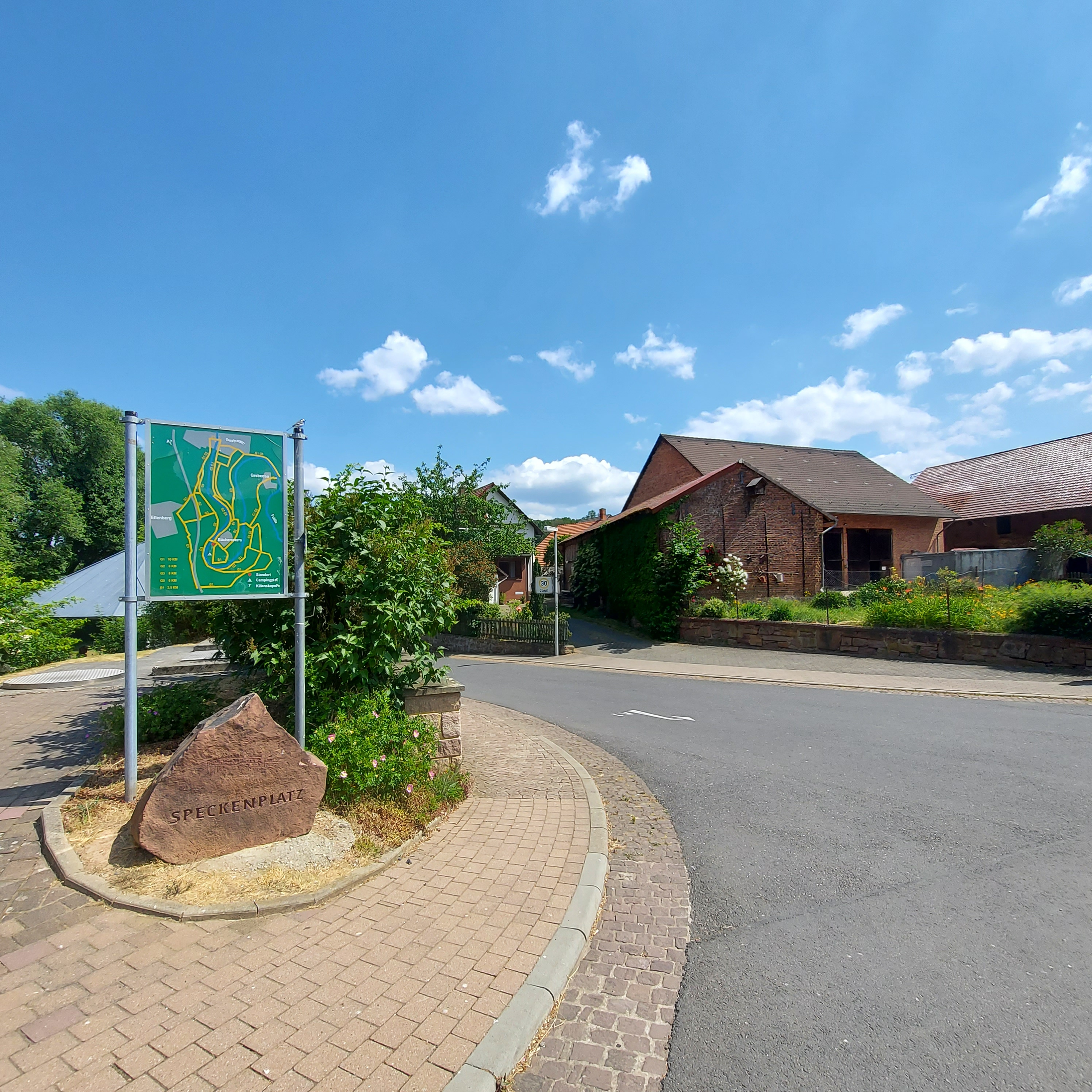
Speckenplatz mit Denkmal

## Wirtschaft und Infrastruktur

### Einrichtungen
Heute gibt es im und um den Ort verschiedene kulturelle Angebote. An den vorgenannten Campingplatz mit Freizeitbad sowie am neuen Dorfplatz, Speckenplatz genannt, befinden sich mehrere Gaststätten. Aus wirtschaftlicher Sicht sind eine Schreinerei, eine Hausschlachterei, ein Entspannungszentrum und ein landwirtschaftlicher Betrieb zu erwähnen. Nach jahrelanger Diskussion über die Notwendigkeit eines Dorfgemeinschaftshauses und einen geeigneten Standort, feierten die Einwohner des Ortes im September 2009 dessen Fertigstellung und jene eines Feuerwehrhauses.

### Verkehr

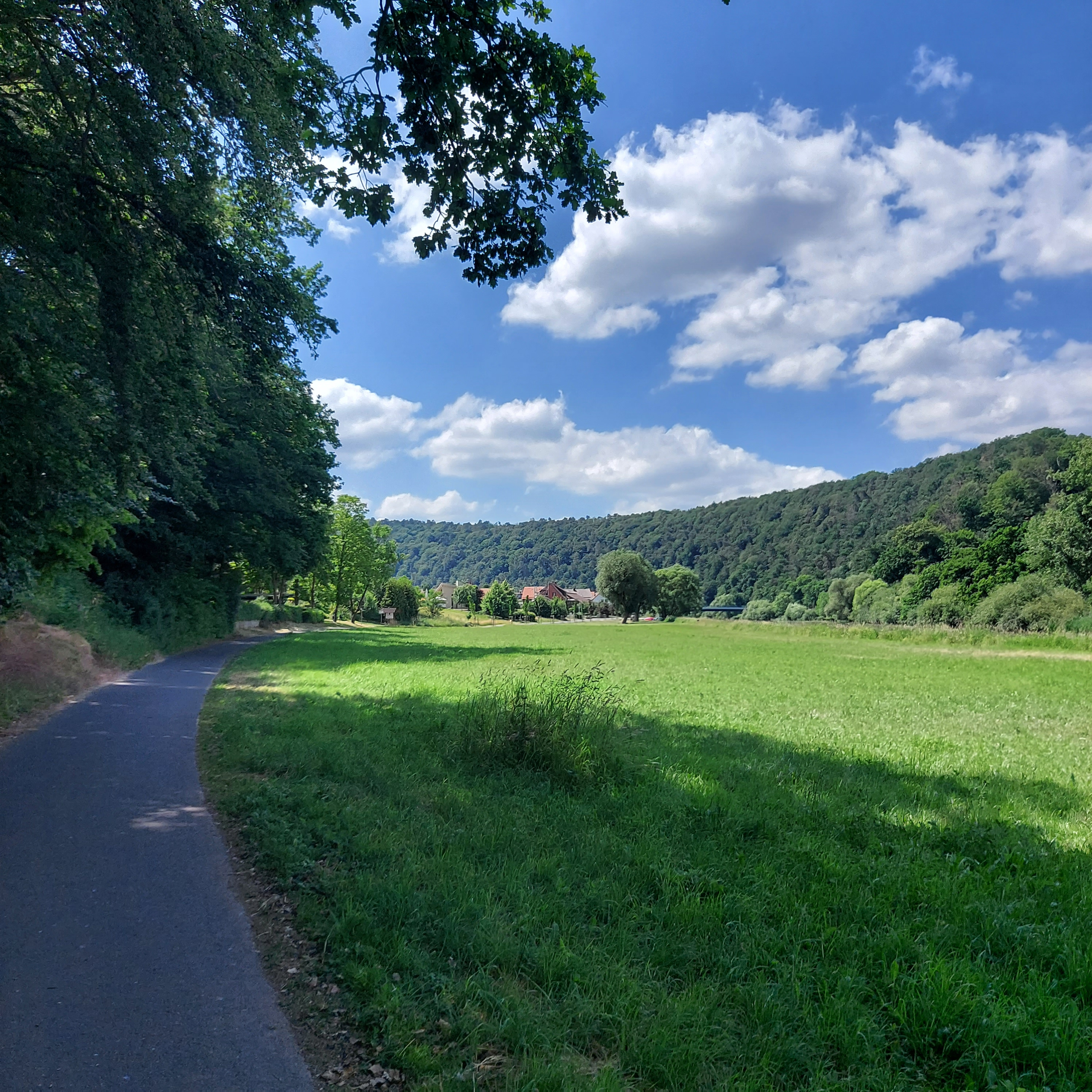
Einfahrt nach Büchenwerra am Fuldaradweg von Guxhagen aus

Im nördlich gelegenen Guxhagen zweigt von der Bundesstraße 83 die nach Büchenwerra führende Kreisstraße 150 ab, an die sich im Dorf ein über dortige Fuldabrücke führender Fahrweg in Richtung Ellenberg anschließt; der Fahrweg unterquert die Bundesautobahn 7 mit der nahegelegenen Anschlussstelle Guxhagen. Die Ortschaft liegt am Fulda-Radweg (Hessischer Radfernweg R1) und am Fulda-Weser-Radweg, die zwischen den beiden Fuldaschleifen und damit zwischen Büchenwerra und Grebenau seit 1999 über eine Rad- und Fußwegbrücke führen.